# Oaxaca (stad)
Oaxaca de Juárez (Zapoteeks: La’a, Mixteeks: Ñuu Nunduva, Nahuatl: Huaxayacac) is de hoofdstad en tevens de belangrijkste stad van de Mexicaanse staat Oaxaca. De stad heeft 265.006 inwoners (census 2005), het stedelijk gebied een half miljoen en ligt op ruim 1500 meter hoogte in de Vallei van Oaxaca in de Zuidelijke Sierra Madre.

## Geschiedenis
Oaxaca de Juárez ligt vlak bij de Zapoteekse vindplaats Monte Albán. De stad werd in 1532 als Antequera de Oaxaca door de Spanjaarden gesticht op de plaats van de Azteekse plaats Huaxyácac. Zij kreeg haar huidige naam ter ere van de Mexicaanse president Benito Juárez, die in de buurt van deze stad geboren is. De bekendste persoon uit Oaxaca zelf was Porfirio Diaz. In de achttiende eeuw groeide de stad uit tot mogelijk de op twee na grootste stad in Nieuw Spanje, dankzij de productie van karmijn, een rode kleurstof, gewonnen uit de Cochenilleluis.
De stad had zwaar te lijden onder aardbevingen in 1854 en 1931. De laatste grote aardbeving vond plaats in 1999.
In 2006 was de binnenstad van Oaxaca een aantal maanden bezet door de Volksassemblee van de Volkeren van Oaxaca (APPO), die het aftreden van gouverneur Ulises Ruiz Ortiz eiste. In december werd de APPO uit de binnenstad verdreven door federale veiligheidstroepen, maar de situatie is nog steeds gespannen. Het aanzienlijke toerisme is door de onlusten sterk teruggelopen.

## Stadsbeeld
De binnenstad staat op de lijst van werelderfgoed van de UNESCO. Het stadsbeeld wordt bepaald door het voor koloniale steden kenmerkende rechthoekig stratenpatroon en door de koloniale architectuur uit de zestiende tot achttiende eeuw. De ligging van de stad in een aardbevingsgevoelig gebied heeft geleid tot een bouwwijze met lage, stevige muren.

### Bezienswaardigheden
Aan het Zócalo, het centrale plein, bevinden zich de kathedraal van Oaxaca en het gouverneurspaleis.
Het voornaamste monument in Oaxaca is het klooster van Santo Domingo de Guzmán, gebouwd vanaf 1570, waarin een museum is ondergebracht met onder meer kunstschatten uit Monte Albán. De kloosterkerk heeft een weelderig versierd barok-interieur. De stad telt verder vele andere oude kerken en kloosters.
Oaxaca de Juárez ligt vlak bij de Zapoteekse vindplaats Monte Albán.

## Onderwijs
In de stad en regio zijn zo'n 35 scholen te vinden, naar ontwerp van Tonny Zwollo.

## Geboren in Oaxaca
- Porfirio Díaz (1830–1915), militair, politicus en president van Mexico (1876,1877-1880,1884-1911)
- José Vasconcelos (1882-1959), schrijver, filosoof en politicus
- Javier Aquino (1990), voetballer
- Patricia Reyes Spíndola (1953), actrice